# Tadeusz Tomaszewski

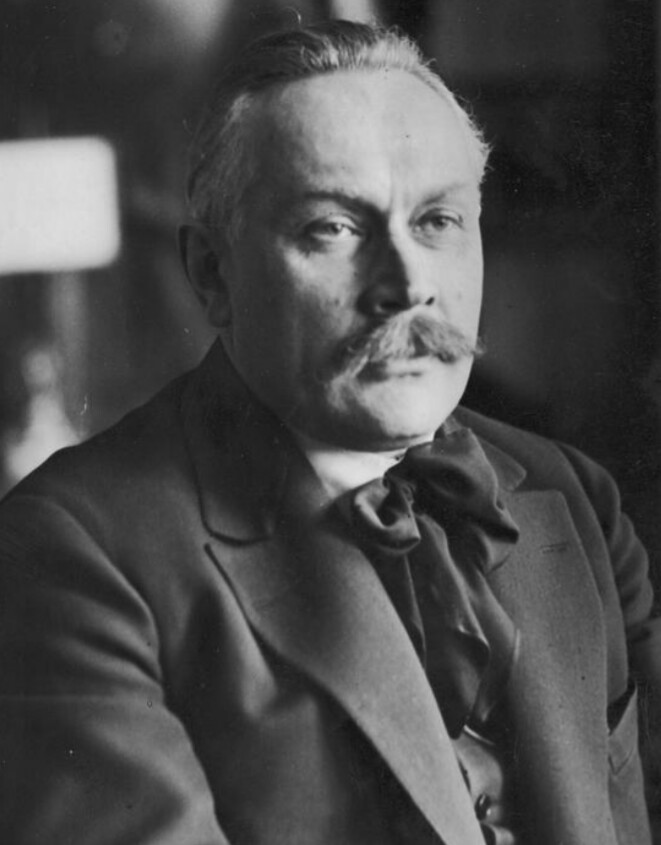
Tadeusz Tomaszewski, członek Trybunału Stanu

Tadeusz Tomaszewski (Sacin, 26 novembre 1881 – Londra, 10 agosto 1950) è stato un politico polacco, primo ministro del governo in esilio della Polonia dal 1949 al 1950.